# Roderich Fick
Roderich Fick (Würzburg, 16 novembre 1886 – Monaco di Baviera, 13 luglio 1955) è stato un architetto tedesco noto per i suoi lavori durante il Terzo Reich.

## Biografia
Formatosi presso lo studio del noto architetto Theodor Fischer, lavorò dal 1910 al 1912 per lo svizzero Alexander von Senger e divenne professore dell'Università tecnica di Monaco nel 1935. Già vicino al partito nazista complice la collaborazione con von Senger, Fick si legò allo NSDAP nel 1936, quando progettò la casa di Monaco del gerarca Rudolf Hess, iscrivendosi ufficialmente al partito nel 1937. Iniziò subito a collaborare in vari progetti architettonico-urbanistici di rilievo: lavorò alle caserme delle SS presso il Berghof di Adolf Hitler che lo volle poi come progettista del suo Führermuseum da costruirsi a Linz nel più generale contesto di riedificazione della città quale Führerstadt ("Città del Führer"). La sua posizione politicamente moderata gli valse comunque l'iscrizione del registro dei Mitläufer alla fine della seconda guerra mondiale.
Nel dopoguerra, Fick partecipò alla ricostruzione di Linz, dopodiché si ritirò in Baviera ove continuò a lavorare come architetto. Vedovo della prima moglie, morta il 2 ottobre 1938, sposò in seconde nozze Catharina Büscher (di ventotto anni più giovane di lui) nel 1948. Nel 1950 la coppia ebbe una figlia, Friedrike.

## Galleria d'immagini

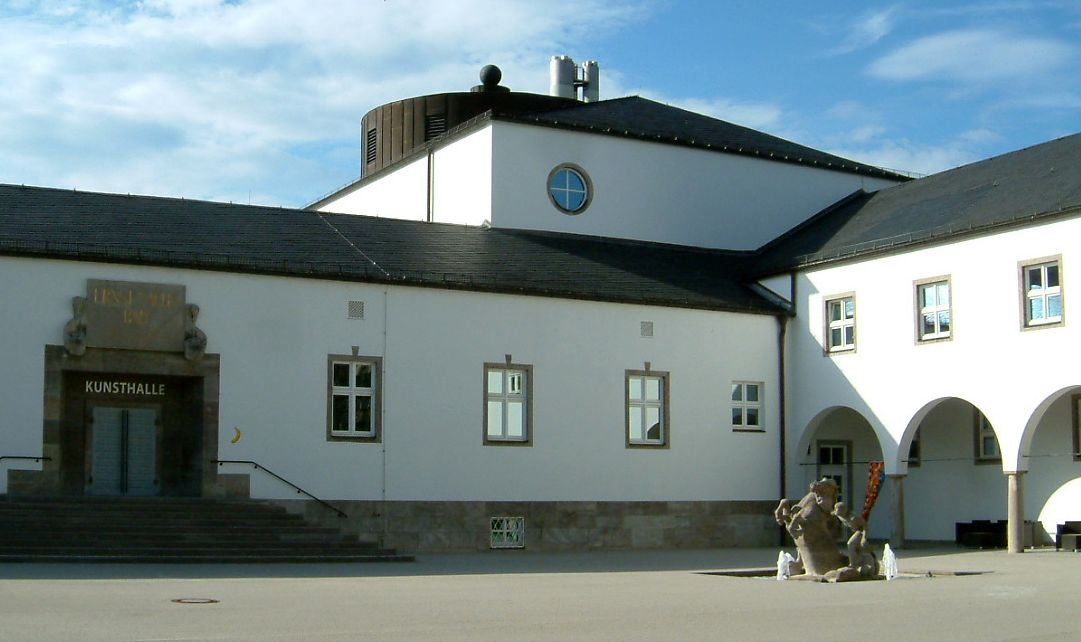
Un centro culturale a Schweinfurt.
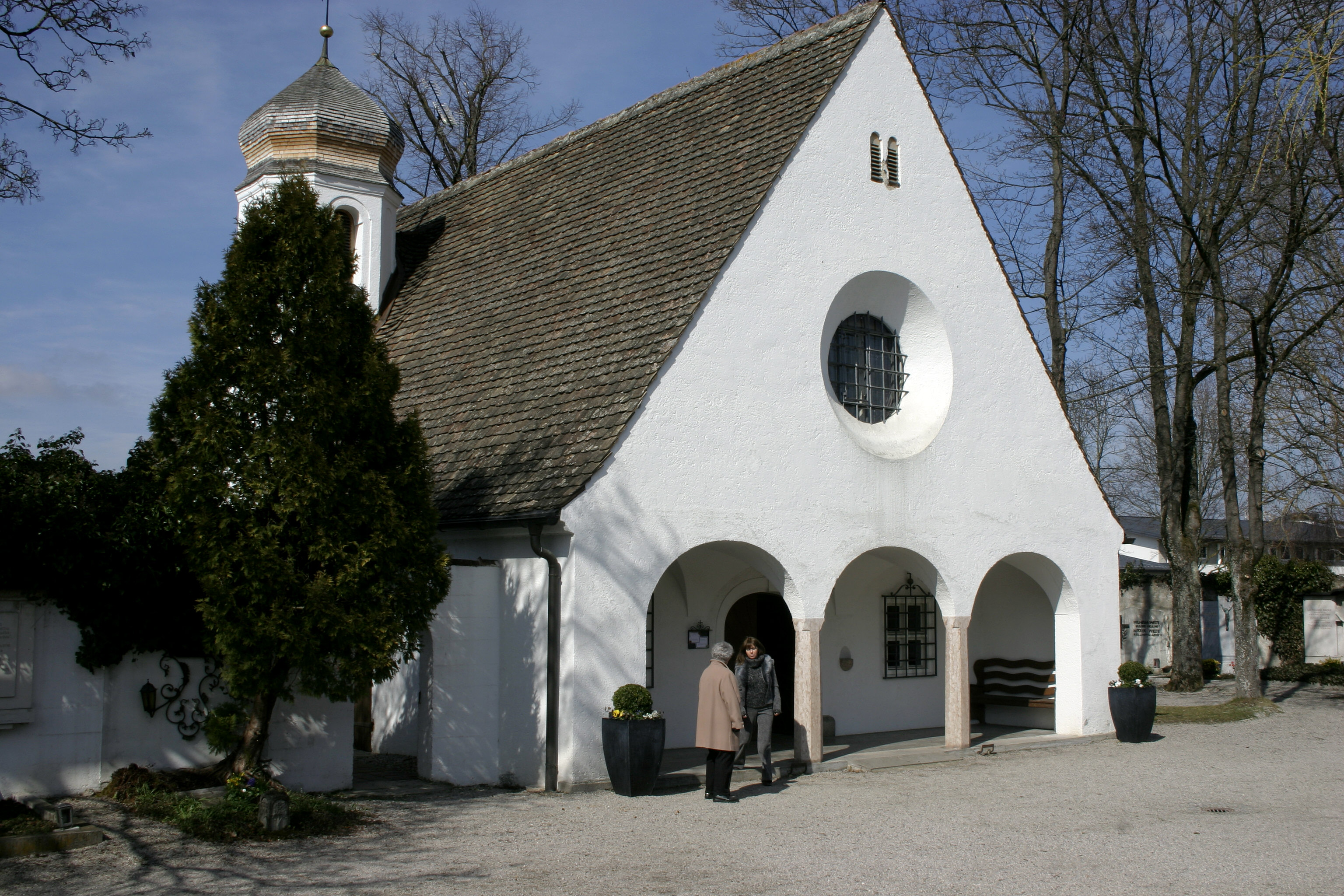
Una cappella a Herrsching.
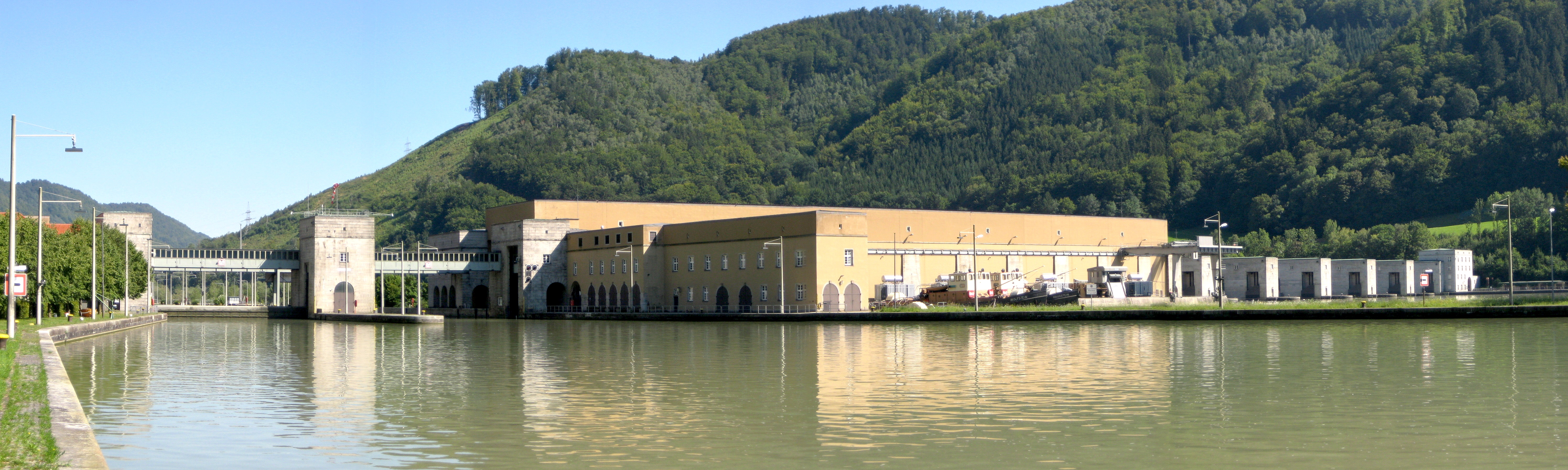
Una fabbrica a Passavia.